# Cantharellales
Ordre
L'ordre des Cantharellales est un ordre de champignons basidiomycètes. Dans cet ordre que l'on rencontre en Asie, Europe et en Amérique du Nord se trouvent les chanterelles, les pieds de moutons et les clavaires. Si au départ Linné y classait les champignons infundibuliformes ou cornucopiés, (en forme d'entonnoir ou de corne d'abondance), les études récentes montrent que de nombreuses autres morphologies résupinées ou clavées, (de forme étalée ou en forme de massue) sont phylogénétiquement proches des chanterelles. Préfigurent clairement les Agaricomycetideae par leurs plis hyméniaux qui annoncent les lamelles de ces derniers.

## Description
L'ordre comprend non seulement les chanterelles Cantharellaceae, mais aussi quelques-uns des champignons à aiguillons (les Hydnaceae), certains champignons clavarioides (Aphelariaceae et Clavulinaceae) et les champignons corticioïdes (Botryobasidiaceae). Les espèces au sein de l'ordre sont diversement ectomycorhiziennes, saprotrophiques, associées à des orchidées ou agents pathogènes des plantes. Ceux qui présentent une importance économique comprennent les comestibles récoltés commercialement comme les espèces des genres Cantharellus, Craterellus et Hydnum ainsi que les agents pathogènes des cultures dans les genres Ceratobasidium et Thanatephorus comme les  Rhizoctonia.

## Taxinomie

### Les origines

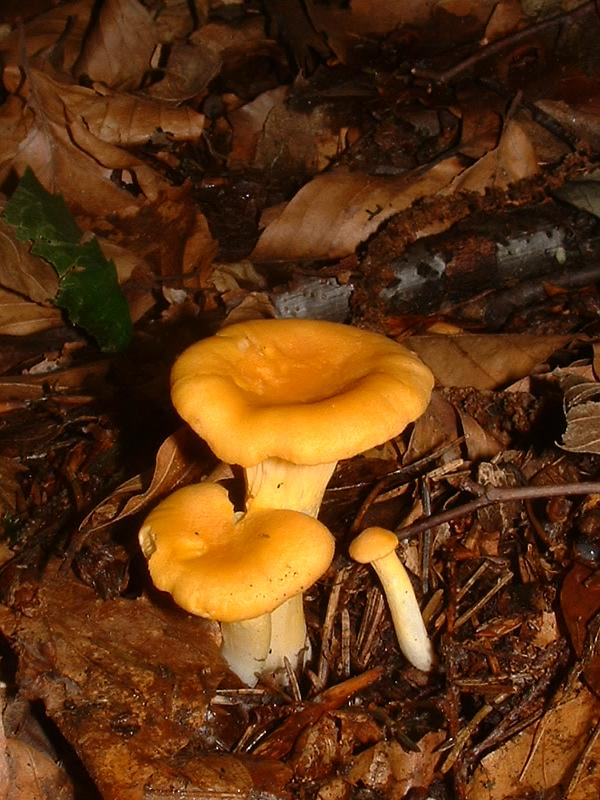
Les Chanterelles, à l'origine des Cantharellales

L'ordre des Cantharellales fut initialement proposé en 1926 par le mycologue allemand Ernst Albert Gäumann pour accueillir au sein de l'embranchement des Basidiomycota les espèces de champignons à basides « stichiques » (basides dont les noyaux sont disposées longitudinalement).
Sur cette base, l'ordre des Cantharellales comprenait trois familles: les familles des Cantharellaceae, y compris les Hydnaceae, des Clavulinaceae, et des Exobasidiaceae. Ce dernier groupe est maintenant transféré dans les Exobasidiales.
En 1995, l'ordre a été modifié, sur la base d'une recherche micromorphologique pour y inclure non seulement les Cantharellaceae, mais aussi les Scutigeraceae, les Sparassidaceae et les Typhulaceae.

### Situation actuelle
La recherche moléculaire et l'analyse cladistique des séquences d'ADN ont redéfini l'ordre des Cantharellales.
Avec la famille des Cantharellaceae (girolles et leurs apparentés, y compris les Craterellaceae), l'ordre se compose actuellement de champignons morphologiquement diversifiés par les sporocarpes dans:
- la famille des Aphelariaceae (champignons clavarioïdes des régions subtropicales, Java Nouvelle-Zélande),
- la famille des Botryobasidiaceae (champignons corticioïdes),
- la famille des Ceratobasidiaceae (heterobasidiomycètes),
- la famille des Clavulinaceae (champignons clavarioïdes),
- la famille des Hydnaceae (champignons à « piquots »),
- la famille des Tulasnellaceae (heterobasidiomycètes).

### Phylogramme de l'ordre desCantharellales
En 2006, une étude importante développe le clades des cantharelloïdes: les résultats sont en accord avec les études antérieures et place les genres Cantharellus, Craterellus, Hydnum, Clavulina, Membranomyces, Multiclavula, Sistotrema, Botryobasidium ainsi que la famille des Ceratobasidiaceae dans ce clade.  Les analyses phylogénétiques démontrent la monophylie de tous les genres, sauf Sistotrema, qui était très polyphyletique. La relation entre le genre Tulasnella et les membres du clade cantharelloïde n'est pas encore précise, mais il existe des preuves cumulative qu'ils sont probablement groupes frères.
 
- - Dacrymyces
  - Agaricomycetes
    - Auriculariales
    - Gautieriales
    - Cantharellales ou Clade des Cantharelloïdes
      - Sebacinaceae
        - Tremellodendron
        - Pyriformospora

      - Tulasnellaceae
        - Tulanesla ssp.

      - Ceratobasidiaceae
        - Ceratobasidium
          - Botryobasidium sp.
            - Sistotrema II
              - Hydnum
                - Cantharellaceae
                - Craterellus
                  - Cantharellus

              - Multiclavula
                - Clavulina
                  - Clavulina rugosa

                - Sistotrema I

    - Boletales
    - Agaricales

### Renvoi de quelques familles dans d'autres ordres
Les études de 2006 vont également modifier le placement dans d'autres ordres,.
Les familles des Clavariaceae, des Physalacriaceae, des Pterulaceae et des Typhulaceae, précédemment incluses dans l'ordre, sont maintenant placées dans l'ordre des Agaricales.
La famille des Clavariadelphaceae est maintenant placée dans l'ordre des Gomphales.
La famille des Sparassidaceae est maintenant placée dans l'ordre des Polyporales.
La famille des Scutigeraceae est remplacée par la famille des Albatrellaceae dans l'ordre des Russulales.
Selon les références de 2008, l'ordre contient 7 familles, 38 genres et 544 espèces.

### Classification linéenne

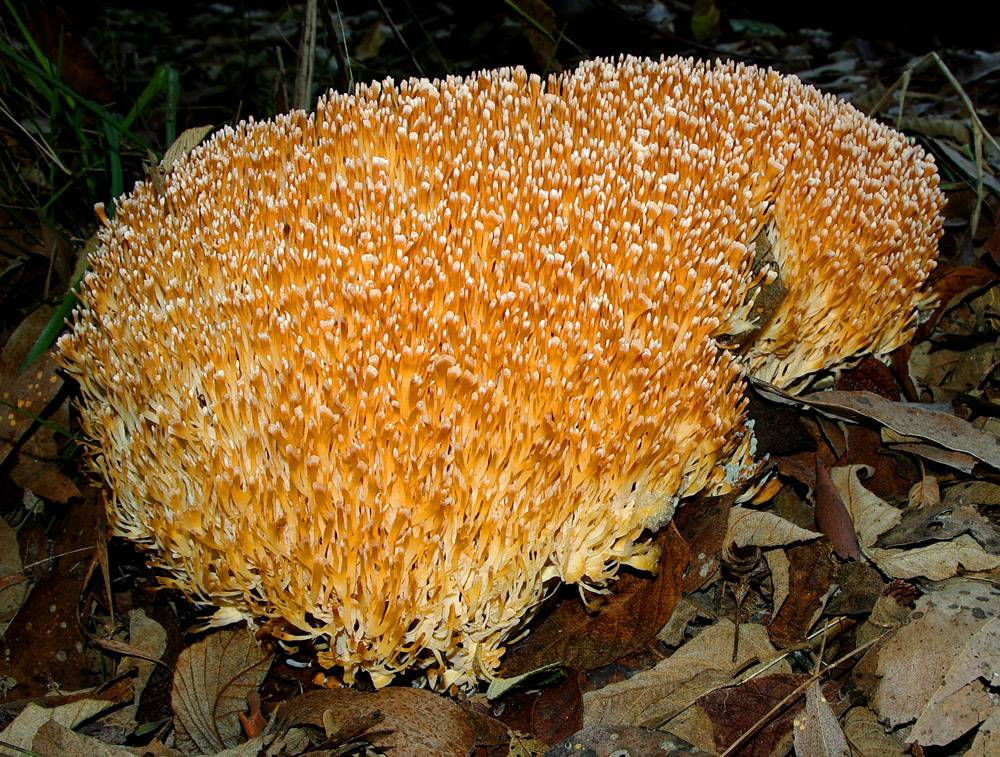
L'espèce Aphelaria complanata

Cet ordre est constitué des familles et genres suivants.

#### Famille desAphelariaceae
- genre Aphelaria
- genre Phaeoaphelaria
- genre Tumidapexus

#### Famille desBotryobasidiaceae
- genre Allescheriella
- genre Alysidium
- genre Botryobasidium
- genre Botryohypochnus
- genre Haplotrichum
- genre Suillosporium

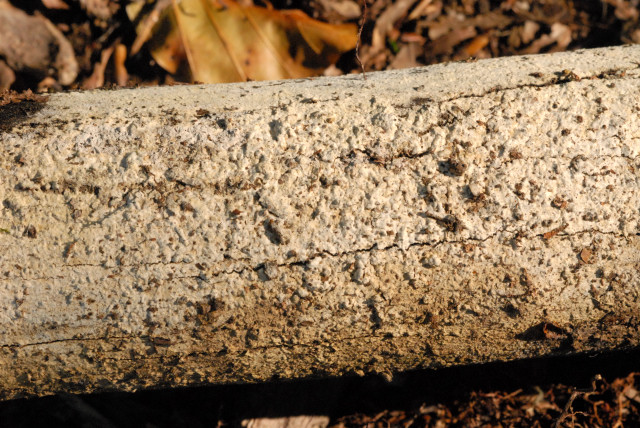
L'espèce Botryobasidium subcoronatum

File:2007-07-14 Cantharellus cibarius2.jpg

#### Famille desCantharellaceae

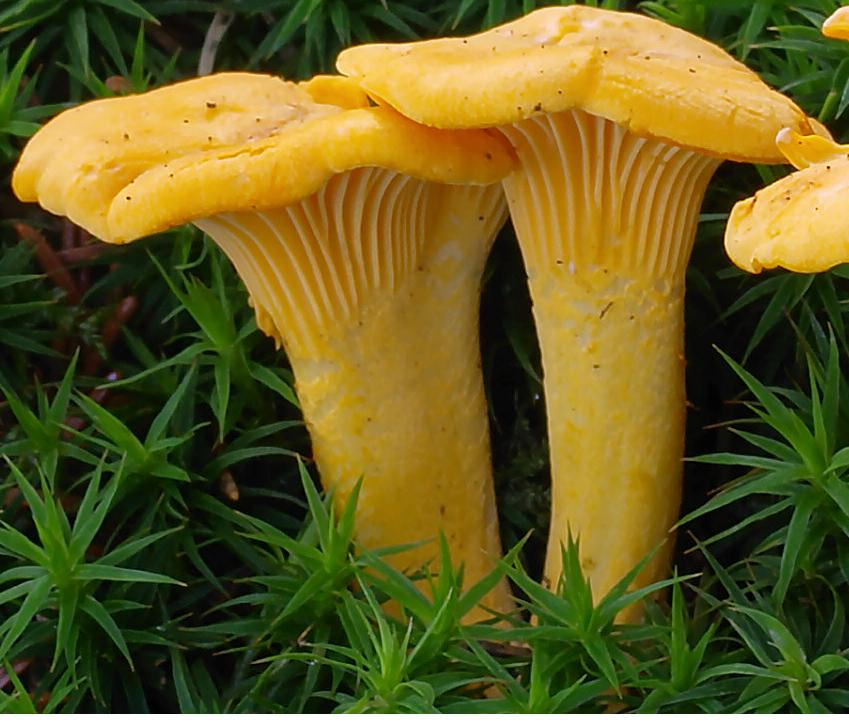
L'espèce Cantharellus cibarius

- genre Cantharellus
- genre Craterellus
- genre Goossensia'
- genre Parastereopsis
- genre Pseudocraterellus

#### Famille desCeratobasidiaceae
- genre Cejpomyces
- genre Ceratobasidium
- genre Ceratoporia
- genre Ceratorhiza
- genre Moniliopsis
- genre Rhizoctonia
- genre Scotomyces
- genre Thanatephorus

#### Famille desClavulinaceae

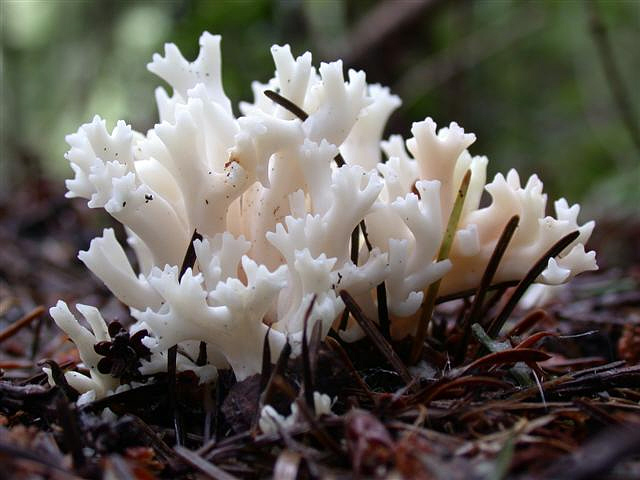
L'espèce Clavulina cristata

- genre Clavulicium
- genre Clavulina
- genre Membranomyces
- genre Multiclavula

#### Famille desHydnaceae

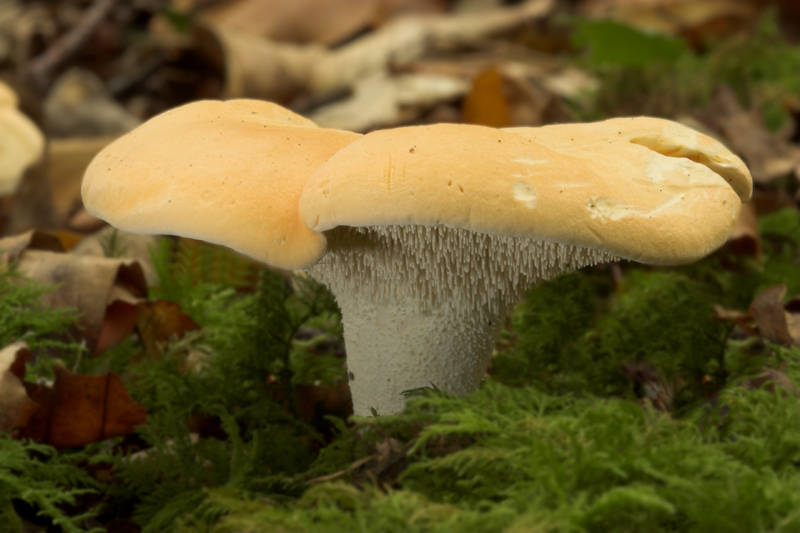
L'espèce Hydnum repandum

- genre Burgoa
- genre Corallofungus
- genre Cystidiodendron
- genre Gloeomucro
- genre Hydnum
- genre Ingoldiella
- genre Osteomorpha
- genre Paullicorticium
- genre Repetobasidiellum
- genre Sistotrema

#### Famille desTulasnellaceae

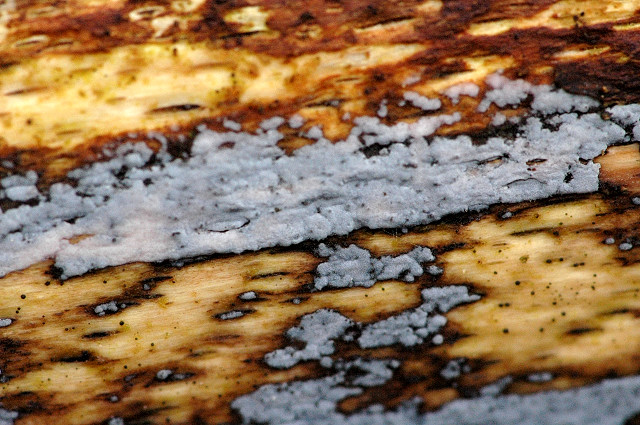
L'espèce Tulasnella violea

- genre Epulorhiza
- genre Pseudotulasnella
- genre Tulasnella

#### Genresincertae sedis
L'ordre des cantharellales est aussi constitué de genres qui n'ont pas encore de position taxinomique déterminée.
- Burgella Diederich & Lawrey 2007[5]
- Minimedusa Weresub & P.M. LeClair 1971
- Odontiochaete Rick 1940
- Radulochaete Rick 1940
- Stilbotulasnella Oberw. & Bandoni 1982

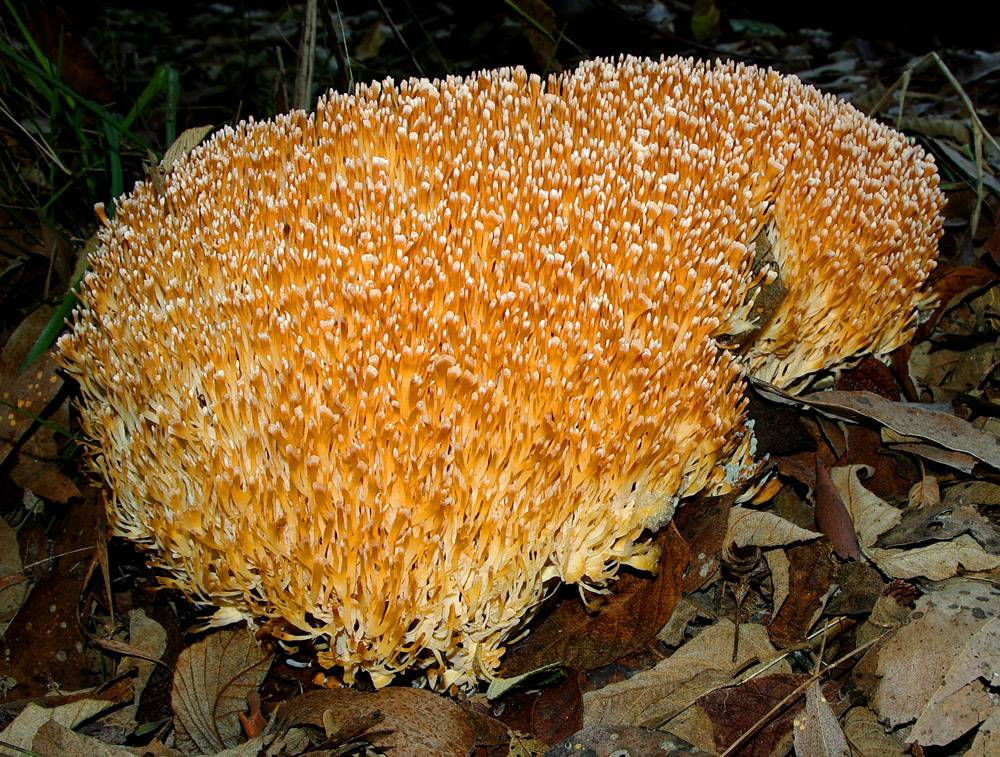
Aphelaria (Aphelariaceae)
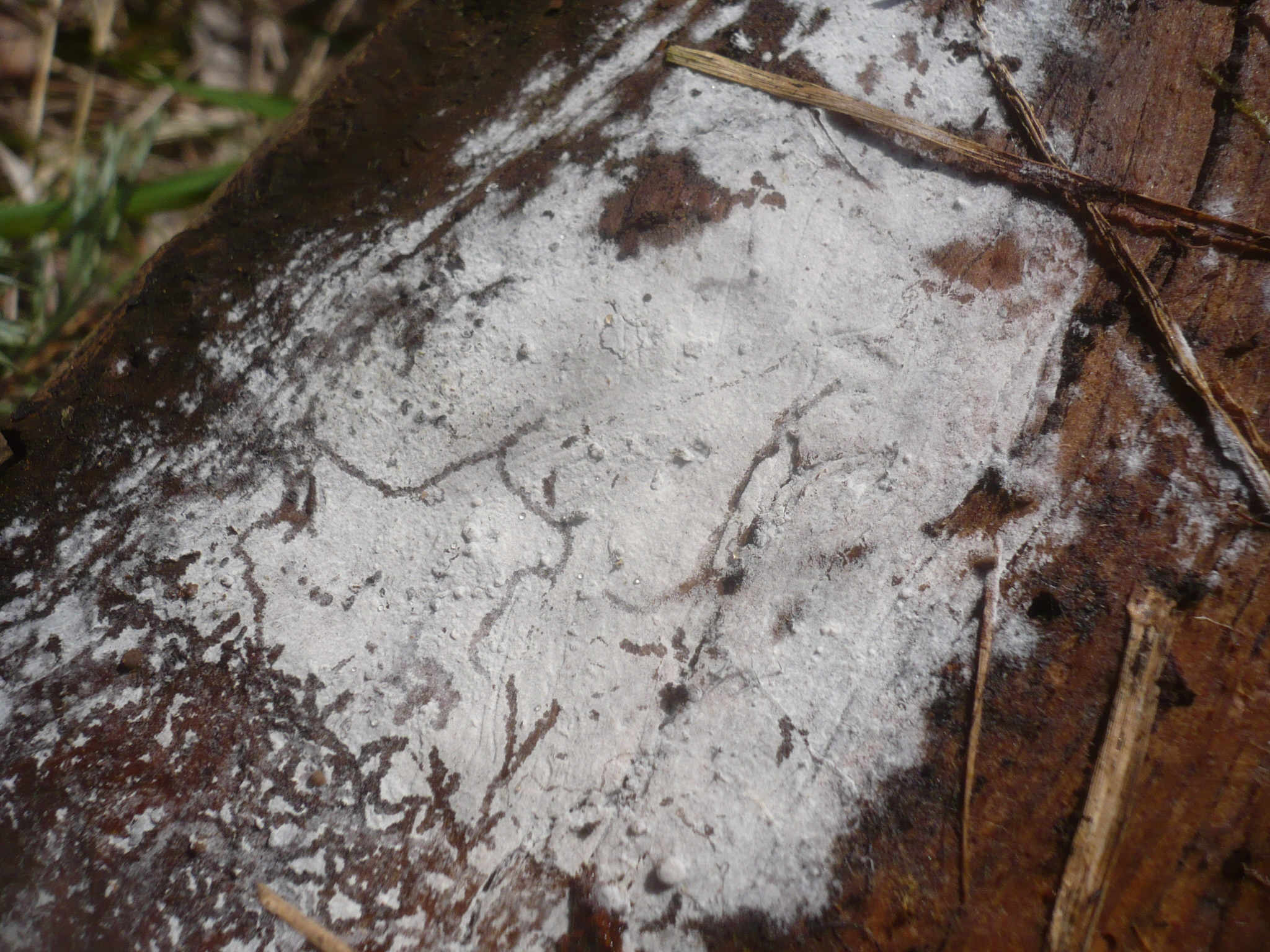
Botryobasidium subcoronatum (Botryobasidiaceae)
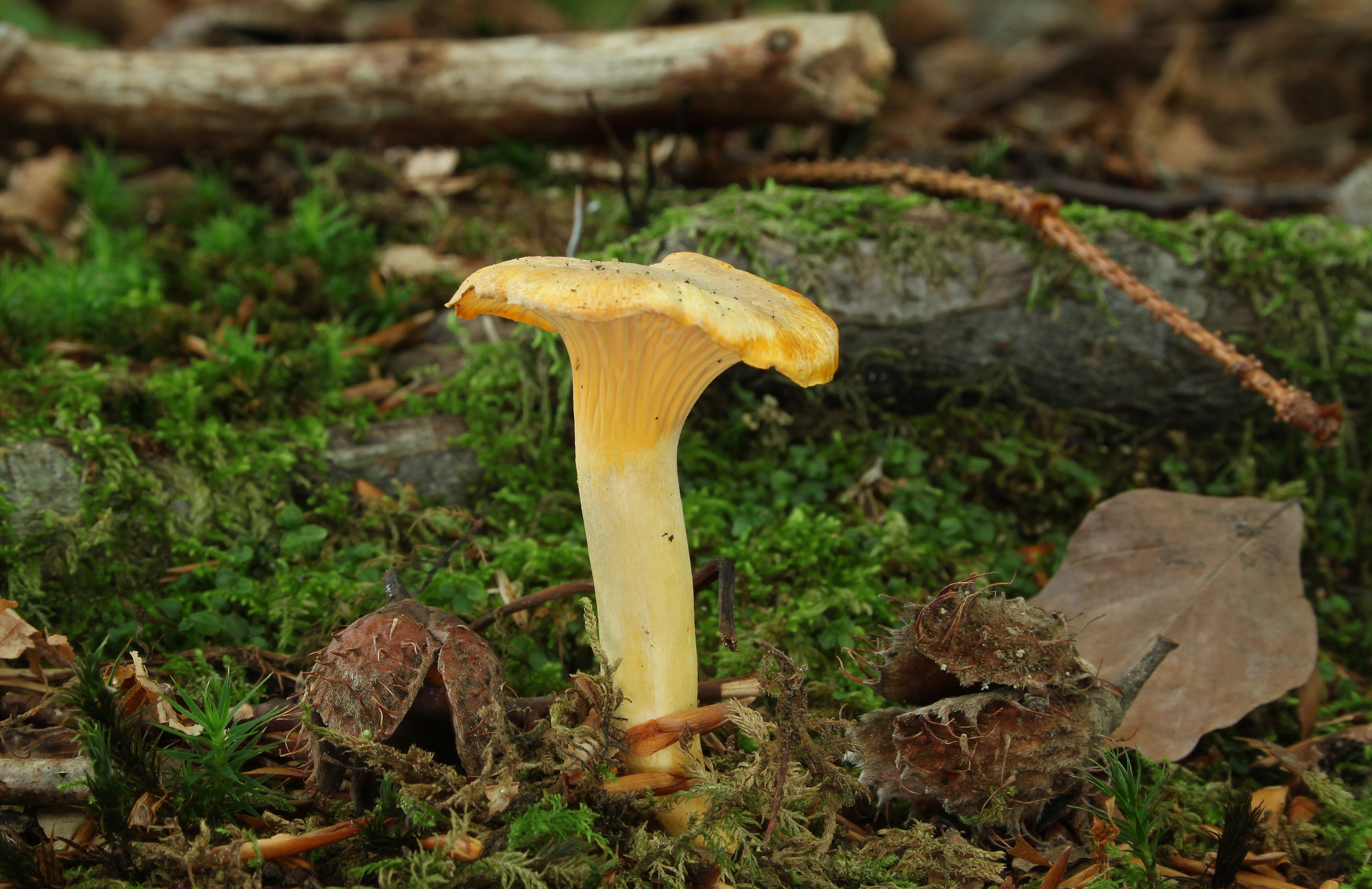
Cantharellus cibarius (Cantharellaceae)
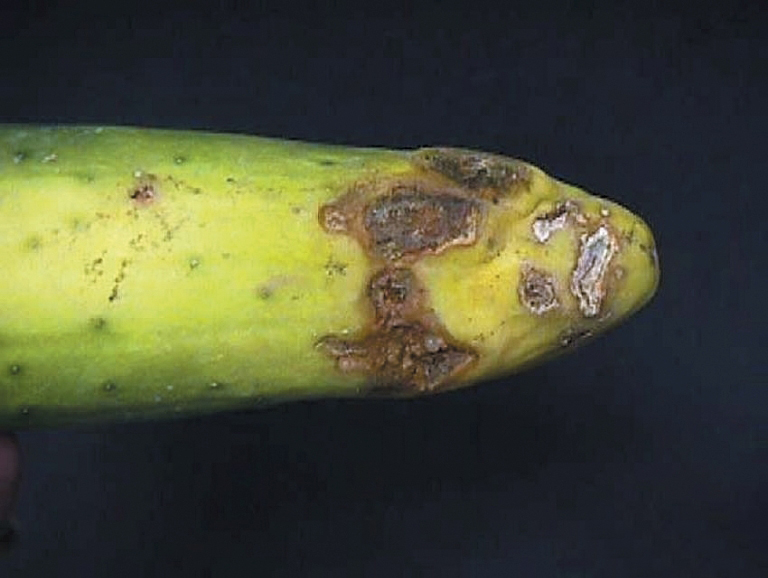
Rhizoctonia solani (Ceratobasidiaceae)
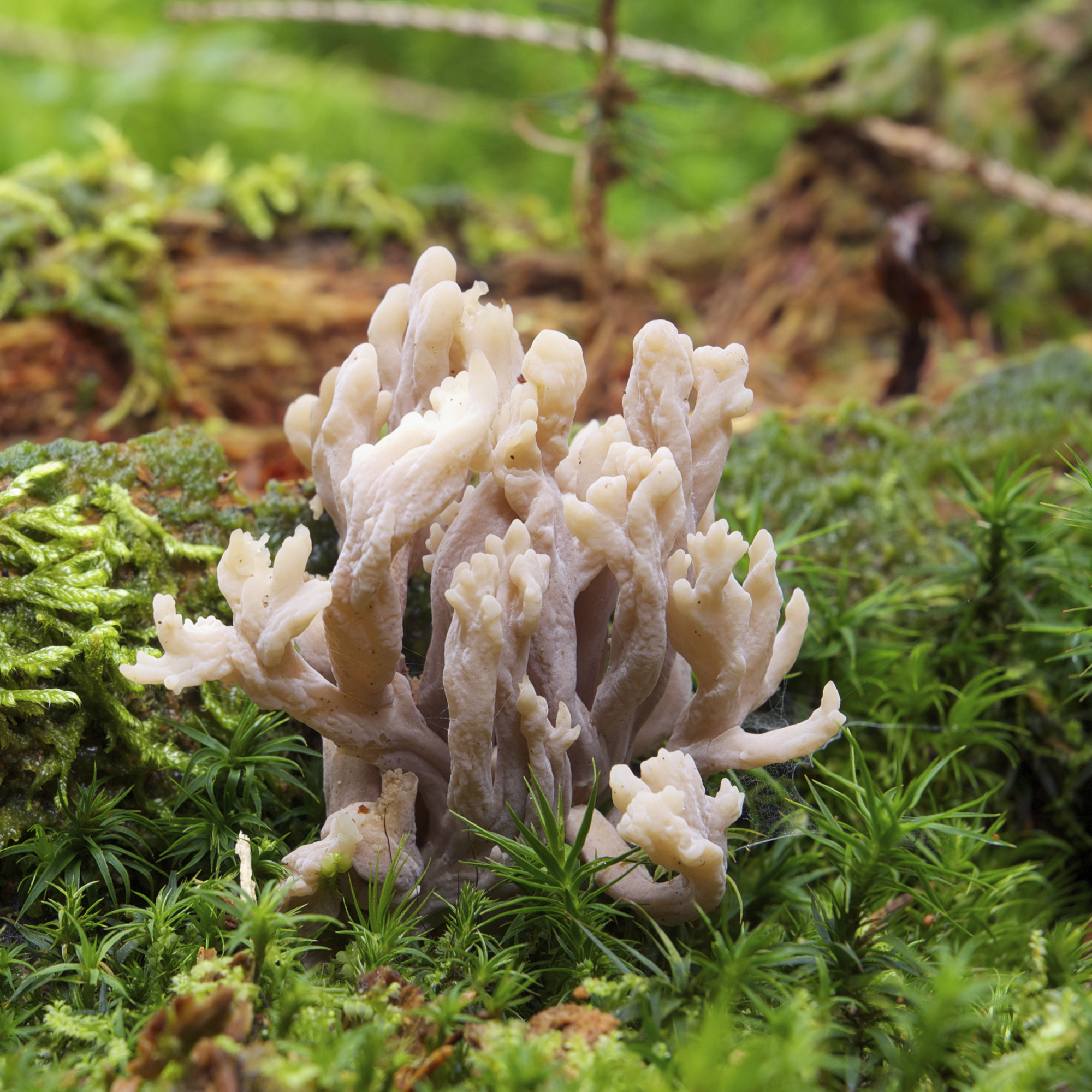
Clavulina rugosa (Clavulinaceae)
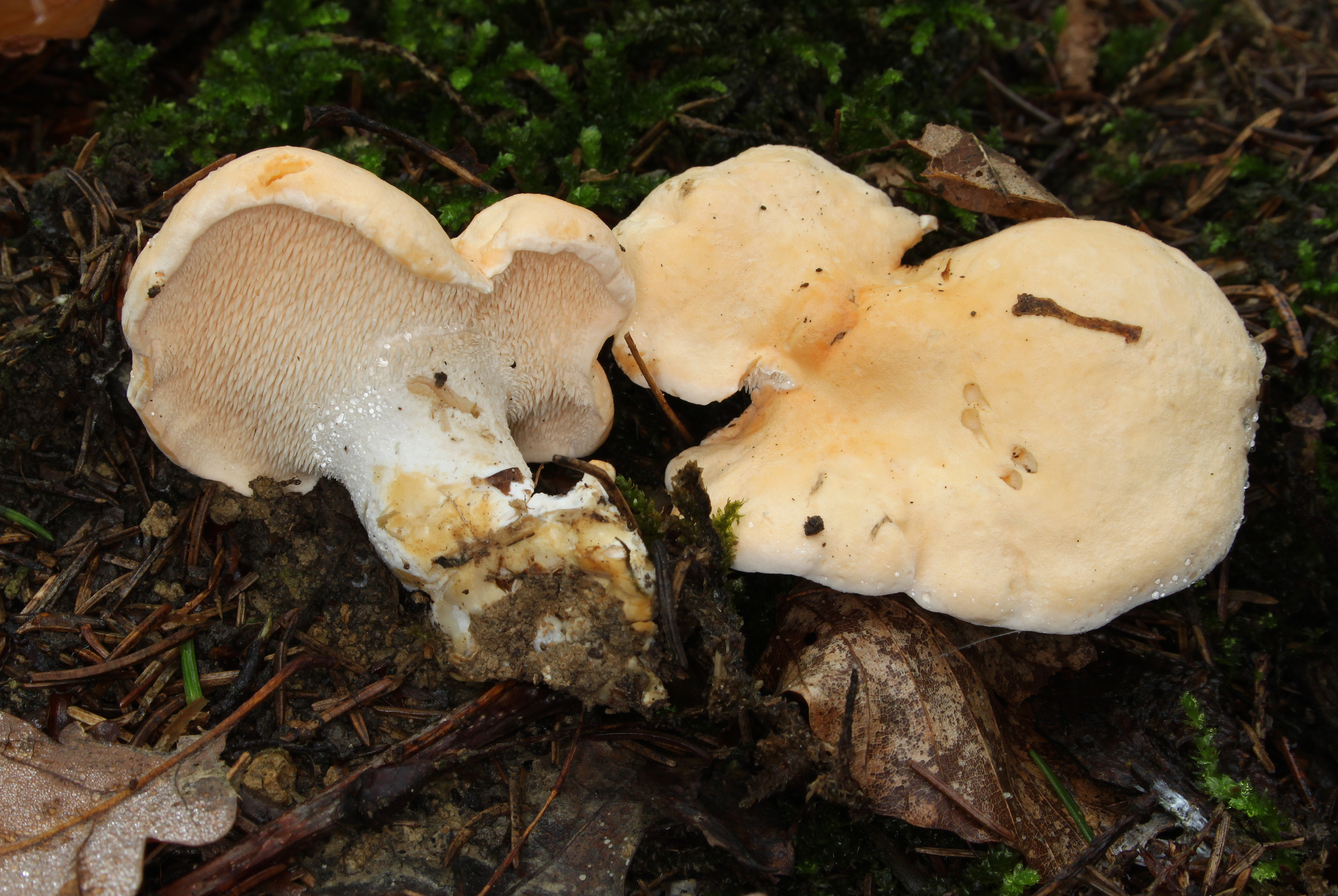
Hydnum repandum (Hydnaceae)
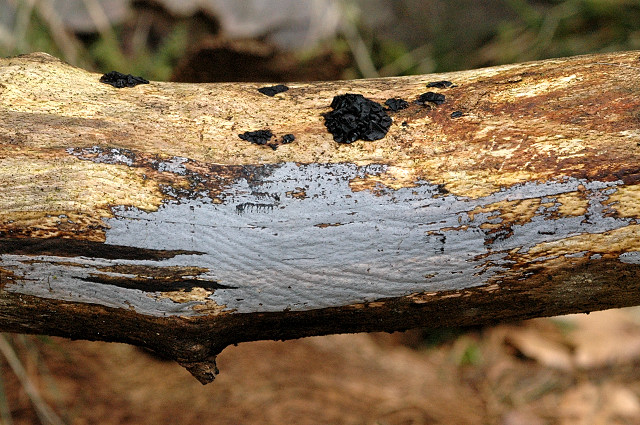
Tulasnella violea (Tulasnellaceae)